# Шейн Блек
Шейн Блек (англ. Shane Black; нар. 16 грудня 1961, Піттсбург, Пенсільванія, США) — американський режисер, сценарист та актор.

## Фільмографія

### Сценарист, режисер, продюсер
| Рік  | Назва (укр.)                   | Назва (англ.)           | Режисер | Сценарист | Продюсер   |
| ---- | ------------------------------ | ----------------------- | ------- | --------- | ---------- |
| 1987 | «Смертельна зброя»             | Lethal Weapon           | Ні      | Так       | Ні         |
| 1987 | «Загін монстрів»               | The Monster Squad       | Ні      | Так       | Ні         |
| 1989 | «Смертельна зброя 2»           | Lethal Weapon 2         | Ні      | Так       | Ні         |
| 1991 | «Останній бойскаут»            | The Last Boy Scout      | Ні      | Так       | Виконавчий |
| 1992 | «Смертельна зброя 3»           | Lethal Weapon 3         | Ні      | Так       | Ні         |
| 1993 | «Останній кіногерой»           | Last Action Hero        | Ні      | Так       | Ні         |
| 1996 | «Довгий поцілунок на добраніч» | The Long Kiss Goodnight | Ні      | Так       | Так        |
| 2005 | «Поцілунок навиліт»            | Kiss Kiss Bang Bang     | Так     | Так       | Ні         |
| 2006 |                                | A.W.O.L.                | Ні      | Так       | Виконавчий |
| 2013 | «Залізна людина 3»             | Iron Man 3              | Так     | Так       | Ні         |
| 2016 | «Круті чуваки»                 | The Nice Guys           | Так     | Так       | Ні         |
| 2018 | «Хижак»                        | The Predator            | Так     | Так       | Ні         |

### Редактор сценарію
- «Хижак» (1987)
- «Мертвий поліцейський» (1988)
- «Полювання за Червоним Жовтнем» (1990)
- «Робокоп 3» (1993)

### Актор
- «Ніч кошмарів» (1986) — поліцейський
- «Хижак» (1987) — Рік Гокінс
- «Мертвий поліцейський» (1988) — патрульний
- «Полювання за Червоним Жовтнем» (1990) — член екіпажу
- «Робокоп 3» (1993) — Доннеллі
- «Краще не буває» (1997) — Браян